# Acantholimon purpureum
Acantholimon purpureum är en triftväxtart som beskrevs av Jevgenij Korovin. Acantholimon purpureum ingår i släktet Acantholimon och familjen triftväxter. Inga underarter finns listade i Catalogue of Life.